# Festival RTP da Canção 1986
O XXIII Festival RTP da Canção 1986 foi o vigésimo terceiro Festival RTP da Canção e teve lugar no dia 22 de Março de 1986 nos Estúdios da RTP.
Os apresentadores foram Alice Cruz, Ana Zanatti, Eládio Clímaco, Fialho Gouveia, Henrique Mendes e Maria Helena.

## Festival
Em 1986 a RTP experimentou um novo modelo que intitulou de Uma canção para a Noruega.
Cada um dos seguintes quatro centros de produção da RTP ficou incumbido de escolher três canções e gravá-las em estúdio, para depois serem todas apresentadas ao grande público, através da emissão assegurada, a 22 de Março, da sede na RTP, então na Avenida 5 de Outubro, em Lisboa.
A final, comparando com a do ano anterior, teve mais uma música (foram 12, no total), e as superfinais voltaram (no entanto, a de 1984 teve seis músicas, enquanto a de 1986 apenas o top 3).
Neste ano, o concurso não foi aberto a novos autores. As canções foram gravadas e preparadas nos quatro centros de produção do canal (Lisboa, Porto, Açores e Madeira), e foram eles que ficaram responsáveis por escolher os autores, compositores e intérpretes das mesmas. Assim, todos os intervenientes tiveram de ser convidados. Contou-se na imprensa que Lena d’Água e Rui Veloso recusaram o convite.
Do Centro de Produção dos Açores foram enviadas as canções defendidas pelos Rimanço, Carlos Alberto Moniz e a sua banda e por Luís Gil Bettencourt.
Do Centro de Produção da Madeira as canções selecionadas tiveram interpretação de Paulo Ferraz, Luís Filipe e de Sérgio Borges.
Do Centro de Produção do Porto foram enviadas composições a que deram voz Né Ladeiras, Trabalhadores do Comércio e Gabriela Schaaf.
O Centro de Produção de Lisboa apostou nas canções defendidas por Lara Li, Dora e Fá.
A escolha da canção vencedora foi feita por um júri composto por 43 funcionários da RTP que numa primeira fase escolheu as seguintes três canções: "No Vapor da Madrugada" pelos Rimanço, "Os Tigres de Bengala" pelos Trabalhadores do Comércio e "Não sejas mau para mim" por Dora.
Numa segunda votação este júri escolheu a canção "Não sejas mau para mim", interpretada por Dora, como a vencedora do certame.
Esta emissão relembrou os Festivais da Canção até então e o tema "Cavalo à solta" foi interpretado pela maioria dos vencedores das edições anteriores.
Na condução deste festival estiveram seis apresentadores: Alice Cruz, Ana Zanatti, Eládio Clímaco, Fialho Gouveia, Henrique Mendes e Maria Helena.

## Indicações
CENTRO DE PRODUÇÃO DE LISBOA:
- Dora - "Não sejas mau para mim"
- Lara Li - "Rapidamente"
- Fátima Padinha - "Uma balada de amor"

CENTRO DE PRODUÇÃO DO PORTO:
- Gabriela Schaaf - "Cinza e mel"
- Né Ladeiras - "Dessas juras que se fazem"
- Trabalhadores do Comércio - "Os tigres de Bengala"

CENTRO DE PRODUÇÃO DOS AÇORES:
- Luís Gil Bettencourt -"Cais de encontro"
- Carlos Alberto Moniz -"Canção para José da lata"
- Rimanço - "No vapor da madrugada"

CENTRO DE PRODUÇÃO DA MADEIRA:
- Sérgio Borges - "Quebrar a distância"
- Luís Filipe - "Tango da meia-noite"
- Paulo Ferraz - "Uma ilha, um amor"

## Resultados

### Final
| #   | Artista                   | Canção                      | Letra (l) / Música (m)                              |
| --- | ------------------------- | --------------------------- | --------------------------------------------------- |
| 1º  | Rimanço                   | "No vapor da madrugada"     | Luís Alberto Bettencourt (m & l)                    |
| 2º  | Carlos Alberto Moniz      | "Canção para José da lata"  | Carlos Alberto Moniz (m), Álamo de Oliveira (l)     |
| 3º  | Luís Gil Bettencourt      | "Cais de encontro"          | Luís Gil Bettencourt (m), António Melo Sousa (l)    |
| 4º  | Luís Filipe               | "Tango da meia-noite"       | Nuno Rodrigues e Luís Filipe (m & l)                |
| 5º  | Paulo Ferraz              | "Uma ilha, um amor"         | Paulo Ferraz (m), Maria Aurora (l)                  |
| 6º  | Sérgio Borges             | "Quebrar a distância"       | Paulo Ferraz (m), Sérgio Borges (l)                 |
| 7º  | Né Ladeiras               | "Dessas juras que se fazem" | Rui Veloso (m), Carlos Tê (l)                       |
| 8º  | Trabalhadores do Comércio | "Os tigres de Bengala"      | Sérgio Castro (m & l)                               |
| 9º  | Gabriela Schaaf           | "Cinza e mel"               | Victor Gomes (m), José Soares Martins (l)           |
| 10º | Lara Li                   | "Rapidamente"               | João Gil (m), Luís Represas (l)                     |
| 11º | Dora                      | "Não sejas mau para mim"    | Guilherme Inês, Zé da Ponte e Luís Oliveira (m & l) |
| 12º | Fátima Padinha            | "Uma balada de amor"        | Paulo de Carvalho (m), Helena Isabel (l)            |

### Super final
| #  | Artista                   | Canção                   | Letra (l) / Música (m)                              |
| -- | ------------------------- | ------------------------ | --------------------------------------------------- |
| 1º | Rimanço                   | "No vapor da madrugada"  | Luís Alberto Bettencourt (m & l)                    |
| 2º | Trabalhadores do Comércio | "Os tigres de Bengala"   | Sérgio Castro (m & l)                               |
| 3º | Dora                      | "Não sejas mau para mim" | Guilherme Inês, Zé da Ponte e Luís Oliveira (m & l) |